# DTM-Saison 2018/Klettwitz

DTM-Streckenlayout des Lausitzrings

Die zweite Station der DTM-Saison 2018 war zwischen dem 18. und 20. Mai 2018 der Lausitzring in Klettwitz.

## Berichte

### Hintergründe
Nach dem Saisonauftakt in Hockenheim führte Timo Glock die Fahrerwertung mit einem Punkt vor Gary Paffett und 26 Punkten vor Mike Rockenfeller an. In der Herstellerwertung führte Mercedes mit 31 Punkten vor BMW und mit 64 Punkten vor Audi.
Mit Jamie Green, Paffett (jeweils dreimal), Lucas Auer und Bruno Spengler (jeweils zweimal), Paul di Resta und Pascal Wehrlein (jeweils einmal) traten sechs ehemalige Klettwitz-Sieger zu den Rennen an.

### Freitag
Die schnellste Runde im ersten Training am Freitag fuhr Wehrlein in 1:39,344 Minuten vor Rockenfeller und Edoardo Mortara.

### Samstag
Das zweite Training am Samstagmorgen gewann Paffett in 1:37,681 Minuten vor di Resta und Glock.
Im Qualifying für das Rennen am Samstag erzielte Auer mit einer Zeit von 1:37,343 Minuten die Pole-Position vor Philipp Eng auf dem zweiten und Spengler auf dem dritten Rang.
Beim Start konnte Auer seine Führung halten, dahinter lag Spengler auf dem zweiten Platz. Weiter hinten im Feld kam es zu einem Auffahrunfall zwischen Nico Müller und dem dahinter gestarteten Green. Für beide Fahrer war das Rennen damit noch vor der ersten Kurve beendet. Zur Bergung von Greens Fahrzeug kam das Safety Car auf die Strecke, welches die Fahrer aufgrund der blockierten Start- und Zielgerade durch die Boxengasse führte.
Nach etwas mehr als 14 Minuten erfolgte der Restart. Kurz darauf kam es zu einem weiteren Unfall. Nach einer Kollision mit seinem Markenkollegen Loïc Duval kam Titelträger René Rast von der Strecke ab und überschlug sich. Das Rennen wurde aus diesem Grund nach 17 Minuten mit der Roten Flagge unterbrochen. Rast, der ohne größere Blessuren blieb, wurde anschließend in das Krankenhaus Senftenberg eingeliefert, das er am Sonntagmorgen wieder verlassen konnte. Duval musste das Rennen ebenfalls aufgeben.
Nach einer etwa 15 Minuten dauernden Pause wurde die Strecke wieder freigegeben und eine weitere Runde hinter dem Safety Car absolviert. Nach dem Restart führte weiterhin Auer vor Spengler und Eng. Nach rund 40 Minuten kamen mit den letzteren beiden die ersten Fahrer aus der Spitzengruppe an die Box, um ihren Pflichtboxenstopp zu absolvieren. Eine Runde später folgte ihnen Auer, wodurch Glock bis zu seinem eigenen Stopp wiederum einen Umlauf später die Führung übernahm. Neuer Führender war anschließend Robin Frijns. In der „bereinigten“ Reihenfolge der Fahrer, die ihren Pflichtreifenwechsel bereits hinter sich gebracht hatten, lag nun Mortara vor Glock, Auer und Eng. Wenig später gelang es Eng, in Kurve 1 gleichzeitig an Glock und Auer vorbeizugehen und anschließend Mortara unter Druck zu setzen.
Letztendlich siegte Mortara nach einer Distanz von 21 Runden vor Glock und Eng. Die schnellste Rennrunde ging in 1:39,699 Minuten an Daniel Juncadella. Von den 18 gestarteten Fahrern erreichten 14 die Zielflagge, alle ausgeschiedenen Fahrzeuge stammten aus dem Lager von Audi. Zudem blieb Audi in diesem Rennen gänzlich ohne Punktgewinn.
In der Fahrerwertung blieb Glock durch seinen zweiten Platz mit nun 62 Punkten in Führung vor Paffett (45) und dem neuen Drittplatzierten Mortara (37). In der Markenwertung führte weiterhin Mercedes (157) vor BMW (125) und Audi (39).

### Sonntag
Der am Vortag verunfallte Rast musste aufgrund der zu schweren Beschädigungen an seinem Fahrzeug, die über Nacht nicht behoben werden konnten, auf eine Teilnahme am Sonntag verzichten.
Im dritten Training erzielte Müller die schnellste Runde in 1:38,917 Minuten vor Green und Auer.
Die Pole-Position ging am Sonntag in 1:38,150 Minuten an den am Samstag drittplatzierten Eng. Dahinter lagen Wehrlein und Paffett auf den Plätzen zwei und drei.
Eng behauptete beim Start des Rennens seine Führung vor Wehrlein und Paffett. Bereits nach der ersten Runde kam Green zu seinem Pflichtboxenstopp an die Box. Nach einigen Minuten ging Paffett zunächst an Wehrlein, wenig später dann auch an Eng vorbei und in Führung. In der Folge gelang es Paffett, sich ein Stück weit von Wehrlein abzusetzen.
Nach 19 Minuten kam Paffett an die Box. Somit übernahm Wehrlein die Führung, die er bis zu seinem eigenen Stopp kurz darauf hielt. Nach 38 Rennminuten absolvierte mit Duval auch der letzte Fahrer den Boxenstopp. Dadurch ging Paffett wieder in Führung vor dem neuen Zweiten Marco Wittmann und Wehrlein. Die drei Erstplatzierten überquerten in dieser Reihenfolge nach 34 Runden die Ziellinie. Für Paffett war es der zweite Saison- und sein 22. Sieg in der DTM insgesamt. Die schnellste Rennrunde erzielte Wittmann in 1:39,395 Minuten.
In der Fahrerwertung blieb Paffett mit jetzt 71 Punkten auf dem zweiten Rang, rückte jedoch bis auf einen Zähler an den weiterhin führenden Glock (72) heran. Neuer Dritter war Wehrlein (39). Bei den Herstellern baute Mercedes (212) seinen Vorsprung gegenüber BMW (164) und Audi (52) aus.

## Klassifikationen

### Rennen 1
| Pos. | Fahrer            | Team    | Runden | Zeit       | Start |
| ---- | ----------------- | ------- | ------ | ---------- | ----- |
| 01   | Edoardo Mortara   | HWA     | 21     | 57:54,520  | 07    |
| 02   | Timo Glock        | RMG     | 21     | + 0:00,920 | 05    |
| 03   | Philipp Eng       | RBM     | 21     | + 0:02,887 | 02    |
| 04   | Lucas Auer        | HWA     | 21     | + 0:03,185 | 01    |
| 05   | Bruno Spengler    | RBM     | 21     | + 0:05,094 | 03    |
| 06   | Paul di Resta     | HWA     | 21     | + 0:05,761 | 08    |
| 07   | Marco Wittmann    | RMG     | 21     | + 0:06,403 | 06    |
| 08   | Pascal Wehrlein   | HWA     | 21     | + 0:07,281 | 04    |
| 09   | Gary Paffett      | HWA     | 21     | + 0:07,607 | 14    |
| 10   | Augusto Farfus    | RMG     | 21     | + 0:08,369 | 16    |
| 11   | Mike Rockenfeller | Phoenix | 21     | + 0:08,758 | 10    |
| 12   | Joel Eriksson     | RBM     | 21     | + 0:09,522 | 11    |
| 13   | Robin Frijns      | Abt     | 21     | + 0:12,941 | 12    |
| 14   | Daniel Juncadella | HWA     | 21     | + 0:13,867 | 18    |
| –    | Loïc Duval        | Phoenix | 07     | DNF        | 13    |
| –    | René Rast         | Rosberg | 06     | DNF        | 15    |
| –    | Nico Müller       | Abt     | 0      | DNF        | 09    |
| –    | Jamie Green       | Rosberg | 0      | DNF        | 17    |

### Rennen 2
| Pos. | Fahrer            | Team    | Runden | Zeit       | Start |
| ---- | ----------------- | ------- | ------ | ---------- | ----- |
| 01   | Gary Paffett      | HWA     | 34     | 57:27,909  | 03    |
| 02   | Marco Wittmann    | RMG     | 34     | + 0:01,427 | 04    |
| 03   | Pascal Wehrlein   | HWA     | 34     | + 0:08,602 | 02    |
| 04   | Paul di Resta     | HWA     | 34     | + 0:17,891 | 15    |
| 05   | Timo Glock        | RMG     | 34     | + 0:19,061 | 10    |
| 06   | Jamie Green       | Rosberg | 34     | + 0:23,243 | 16    |
| 07   | Philipp Eng       | RBM     | 34     | + 0:24,292 | 01    |
| 08   | Mike Rockenfeller | Phoenix | 34     | + 0:24,631 | 05    |
| 09   | Joel Eriksson     | RBM     | 34     | + 0:27,050 | 07    |
| 10   | Robin Frijns      | Abt     | 34     | + 0:30,992 | 14    |
| 11   | Edoardo Mortara   | HWA     | 34     | + 0:32,458 | 06    |
| 12   | Daniel Juncadella | HWA     | 34     | + 0:32,803 | 09    |
| 13   | Loïc Duval        | Phoenix | 34     | + 0:33,304 | 17    |
| 14   | Lucas Auer        | HWA     | 34     | + 0:38,266 | 08    |
| 15   | Bruno Spengler    | RBM     | 34     | + 0:38,526 | 11    |
| 16   | Augusto Farfus    | RMG     | 34     | + 0:40,550 | 12    |
| 17   | Nico Müller       | Abt     | 34     | + 0:41,673 | 13    |
| –    | René Rast         | Rosberg | 0      | DNS        | –     |

## Meisterschaftsstände nach dem Wochenende
Die ersten zehn beider Rennen erhielten 25, 18, 15, 12, 10, 8, 6, 4, 2 bzw. 1 Punkt(e). Die ersten drei beider Qualifyings erhielten 3, 2 bzw. 1 Punkt(e).

### Fahrerwertung
| Pos. | Fahrer          | Team | Punkte |
| ---- | --------------- | ---- | ------ |
| 01   | Timo Glock      | RMG  | 72     |
| 02   | Gary Paffett    | HWA  | 71     |
| 03   | Pascal Wehrlein | HWA  | 39     |
| 04   | Edoardo Mortara | HWA  | 37     |
| 05   | Lucas Auer      | HWA  | 33     |
| 06   | Paul di Resta   | HWA  | 28     |
| 07   | Marco Wittmann  | RMG  | 26     |
| 08   | Philipp Eng     | RBM  | 26     |
| 09   | Bruno Spengler  | RBM  | 23     |

| Pos. | Fahrer            | Team    | Punkte |
| ---- | ----------------- | ------- | ------ |
| 10   | Mike Rockenfeller | Phoenix | 22     |
| 11   | Joel Eriksson     | RBM     | 15     |
| 12   | Loïc Duval        | Phoenix | 11     |
| 13   | René Rast         | Rosberg | 10     |
| 14   | Jamie Green       | Rosberg | 08     |
| 15   | Daniel Juncadella | HWA     | 04     |
| 16   | Augusto Farfus    | RMG     | 02     |
| 17   | Robin Frijns      | Abt     | 01     |
| –    | Nico Müller       | Abt     | 0      |

### Herstellerwertung
| Pos. | Hersteller | Punkte |
| ---- | ---------- | ------ |
| 01   | Mercedes   | 212    |
| 02   | BMW        | 164    |
| 03   | Audi       | 052    |